# Bierset
Bierset [bjɛʁzɛ] (en wallon Bièrzèt) est une section de la commune belge de Grâce-Hollogne située en Région wallonne dans la province de Liège.
C'était une commune à part entière avant la fusion des communes de 1977.
C'est sur son territoire que se situe l'aéroport de Liège (aussi appelé aéroport de Liège-Bierset) et la Base aérienne de Bierset, ainsi qu'une ferme seigneuriale remarquable du XVIe siècle. Sa tour s'est effondrée en 1989. Aujourd'hui ses habitants désertent de plus en plus le village à cause du bruit généré par la croissance de l'aéroport.

## Démographie
- Sources : INS, Rem. : 1831 jusqu'en 1970 = recensements, 1976 = nombre d'habitants au 31 décembre.

## Patrimoine et culture

### Patrimoine architectural et sites

#### Cimetière
Le cimetière de Bierset est situé avenue de la Gare. Les cyclistes Émile Masson senior et junior y sont notamment inhumés.